# Ботфей
Ботфей (рум. Botfei) — село у повіті Арад в Румунії. Входить до складу комуни Хешмаш.
Село розташоване на відстані 392 км на північний захід від Бухареста, 71 км на північний схід від Арада, 119 км на захід від Клуж-Напоки, 108 км на північний схід від Тімішоари.

## Населення
За даними перепису населення 2002 року у селі проживали 264 особи. Рідною мовою 262 особи (99,2%) назвали румунську.
Національний склад населення села:
| Національність | Кількість осіб | Відсоток |
| -------------- | -------------- | -------- |
| румуни         | 211            | 79,9%    |
| цигани         | 53             | 20,1%    |